# Clio Goldsmith
Pour les articles homonymes, voir Goldsmith.
Clio Goldsmith, de son vrai nom Paula Goldsmith, née le 16 juin 1957 à Paris, est une actrice française, qui a surtout joué des rôles de femme fatale dans les cinémas français et italien du début des années 1980. Elle est membre de la famille Goldschmidt par son père, l'écologiste Edward Goldsmith et son oncle, l'homme d'affaires James Goldsmith.

## Biographie
Clio Goldsmith est la fille du philosophe écologiste franco-britannique Edward Goldsmith, le fondateur du magazine The Ecologist, et du mannequin Gillian Pretty (remariée à Jean-Baptiste de Laborde de Monpezat, frère du prince Henri de Danemark), la nièce du milliardaire Jimmy Goldsmith, et la cousine de Jemima Goldsmith.
Elle a commencé à jouer en 1980 dans le film La Cigale d'Alberto Lattuada. Aux côtés de Virna Lisi et Anthony Franciosa, elle joue une fille facile qui termine comme prostituée.
En 1981, elle joue une prostituée, Clémence, dans La Dame aux camélias de Mauro Bolognini, avec Isabelle Huppert. Dans Plein sud, elle séduit Patrick Dewaere. La même année, elle figure à la prestigieuse distribution du film d'Alexandre Arcady, Le Grand Pardon qui réunit également Roger Hanin, Richard Berry, Anny Duperey, Bernard Giraudeau, Gérard Darmon, Richard Bohringer et Jean-Louis Trintignant.
En 1982, elle joue le rôle-titre dans Le Cadeau de Michel Lang, produit par son cousin Gilbert de Goldschmidt, avec Pierre Mondy et Claudia Cardinale. Elle joue une call girl offerte comme cadeau de départ à la retraite à un banquier.
Après deux autres rôles, et deux apparitions dans le magazine italien pour adultes Playmen, elle arrête sa carrière d'actrice.

### Vie privée
Elle a été mariée de 1982 à 1985 à l'homme d'affaires italien Carlo Alessandro Puri Negri (it), un héritier de la famille Pirelli. Ils ont eu une fille, la photographe Talitha Puri Negri. 
Elle épouse en novembre 1990 l'écrivain britannique Mark Shand (en) (1951-2014), le frère de Camilla Shand. Ils ont vécu à Rome avec leur fille Ayesha Shand. Shand a confirmé en 2010 que le couple était divorcé. Après leur divorce, Clio Goldsmith retourne vivre à Londres, alors que sa fille reste en Italie.

## Filmographie

### Cinéma
- 1980 : La Cigale (La cicala) d'Alberto Lattuada : La Cigale
- 1980 : La Dame aux camélias (La storia vera della signora delle camelie) de Mauro Bolognini et Pasquale Festa Campanile : Clemence
- 1981 : Fleur de vice (Miele di donna) de Gianfranco Angelucci : Anny
- 1981 : Plein sud de Luc Béraud : Caroline
- 1981 : La Chute des anges rebelles (La caduta degli angeli ribelli) de Marco Tullio Giordana : Cecilia
- 1982 : Miss Right de Paul Williams (en) : Une femme qui se dispute
- 1982 : Le Grand Pardon d'Alexandre Arcady : Viviane Atlan
- 1982 : Le Cadeau de Michel Lang : Joyane alias Barbara
- 1986 : L'Étincelle de Michel Lang : Dale

### Télévision
- 1984 : Et la vie continue (...e la vita continua) de Dino Risi (feuilleton télé) : Silvia Betocchi